# Arthur Strasser
Arthur Strasser (* 13-febrero-1854, Adelsberg, Krain; † 8-noviembre-1927 , Viena) fue un escultor austriaco.
Entre las obras de Arthur Strasser se incluyen las siguientes:

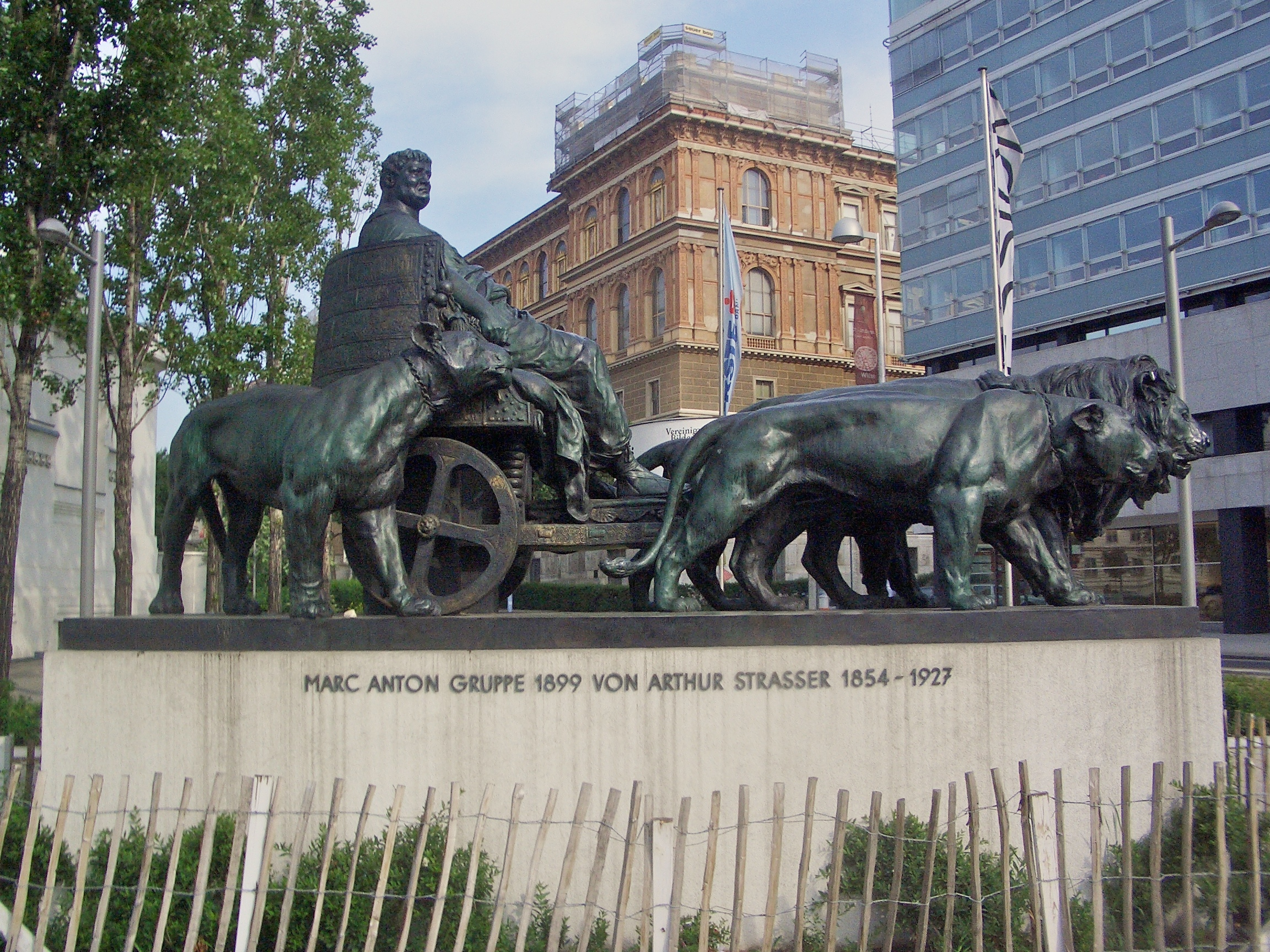
Fuente de Marco Antonio, bronce
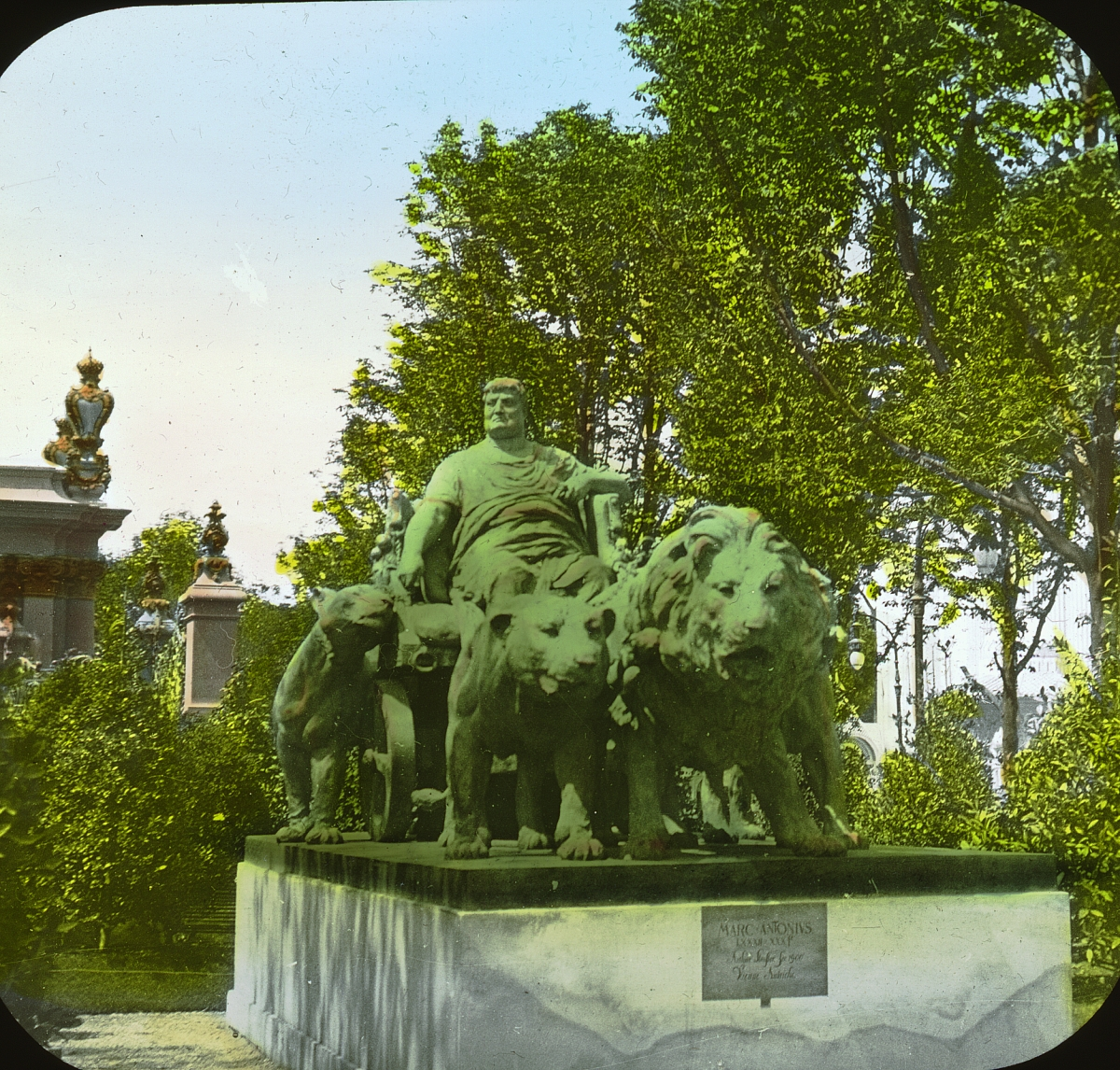
El monumento de Marco Antonio expuesto en el Grand Palais de París en 1900.